# Maria Immaculata van Bourbon-Sicilië (1844-1899)

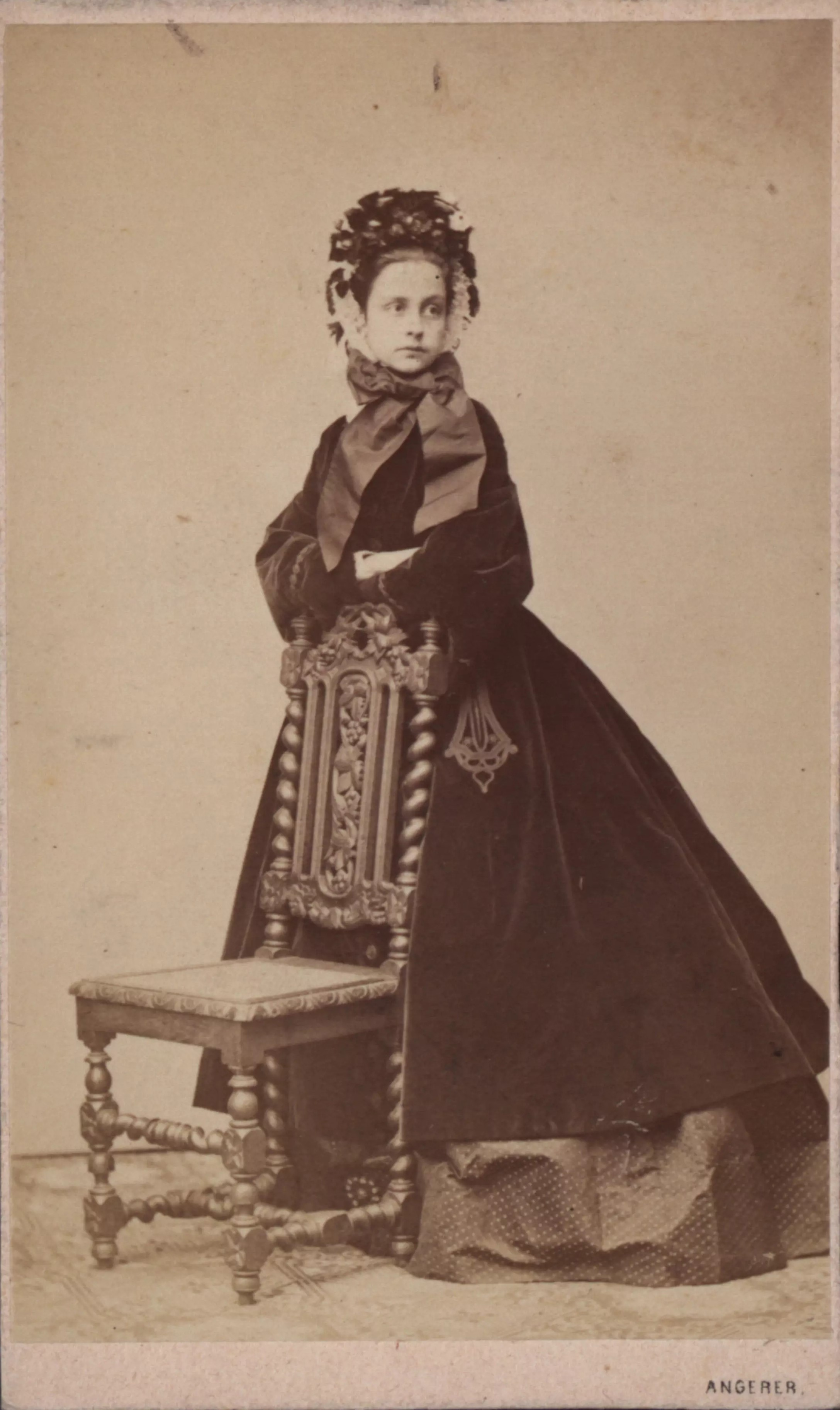
Maria Immaculata

Maria Immaculata van Bourbon (Napels, 14 april 1844 – Wenen, 18 februari 1899), prinses van Beide Siciliën, aartshertogin van Oostenrijk, was een dochter van koning Ferdinand II der Beide Siciliën. Ze trouwde met aartshertog Karel Salvator van Oostenrijk.

## Leven
Prinses Maria Immaculata werd geboren als het vijfde kind en de tweede dochter van koning Ferdinand II en koningin Theresia van Beide Sicilië. Maria Immaculata had acht broers en drie zussen.
Ze trouwde, net als haar zusje Maria Annunciata, met een Oostenrijkse aartshertog: Karel Salvator van Oostenrijk. Hij was de tweede zoon van groothertog Leopold II van Toscane uit diens tweede huwelijk met Maria Antonia van Bourbon-Sicilië, dochter van koning Frans I der Beide Siciliën. Het huwelijk werd op 19 september 1861 in Rome voltrokken, waarna ze de titel “aartshertogin van Oostenrijk” kreeg. Maria Immaculata en haar echtgenoot onderhielden goede relaties met het Weense hof. Zo kreeg zij na haar tiende bevalling, tot ongenoegen van keizerin Elisabeth, een parelketting van keizer Frans Jozef. Ook trouwde een van haar zonen met de jongste dochter van de keizer, Marie-Valerie.
Aartshertogin Maria Immaculata stierf op 18 februari 1899 op 54-jarige leeftijd in Wenen. Ze werd bijgezet in de Ferdinandsgruft, een grafkelder in de buurt van de keizerlijke grafkelder (Kapuzinergruft). Een aantal van haar kinderen stierven jong en liggen eveneens in de Ferdinandsgruft.

## Kinderen
Maria Immaculata schonk aan tien kinderen het leven:
- Maria Theresia (1862-1933), gehuwd met aartshertog Karel Stefan van Oostenrijk
- Leopold Salvator (1863-1931)
- Frans Salvator (1866-1939), gehuwd met aartshertogin Marie-Valerie van Oostenrijk (een dochter van keizer Frans Jozef I van Oostenrijk)
- Caroline Marie (1869-1945), gehuwd met prins August Leopold van Saksen-Coburg en Gotha (een kleinzoon van keizer Peter II van Brazilië en neef van koning Ferdinand van Bulgarije)
- Albrecht Salvator (1871-1896)
- Maria Antoinette (1874-1891)
- Maria Immaculata (1878-1968), gehuwd met hertog Robert van Württemberg (een zoon van Filips van Württemberg)
- Reinier Salvator (1880-1889)
- Henriëtte (1884-1886)
- Ferdinand Salvator (1888-1891).

## Kwartierstaat
| Ferdinand I der Beide Siciliën (1751-1825) | Ferdinand I der Beide Siciliën (1751-1825) | Ferdinand I der Beide Siciliën (1751-1825) | Ferdinand I der Beide Siciliën (1751-1825) | Ferdinand I der Beide Siciliën (1751-1825) | Ferdinand I der Beide Siciliën (1751-1825) | Maria Carolina van Oostenrijk (1752-1814) | Maria Carolina van Oostenrijk (1752-1814) | Maria Carolina van Oostenrijk (1752-1814) | Maria Carolina van Oostenrijk (1752-1814) | Maria Carolina van Oostenrijk (1752-1814)   | Maria Carolina van Oostenrijk (1752-1814)   |                                             |                                             | Karel IV van Spanje (1748-1819)             | Karel IV van Spanje (1748-1819)             | Karel IV van Spanje (1748-1819)                  | Karel IV van Spanje (1748-1819)                  | Karel IV van Spanje (1748-1819)                  | Karel IV van Spanje (1748-1819)                  | Maria Louisa van Parma (1751-1819)               | Maria Louisa van Parma (1751-1819)               | Maria Louisa van Parma (1751-1819) | Maria Louisa van Parma (1751-1819) | Maria Louisa van Parma (1751-1819)               | Maria Louisa van Parma (1751-1819)               |                                                  |                                                  | Keizer Leopold II (1747-1792)                    | Keizer Leopold II (1747-1792)                    | Keizer Leopold II (1747-1792) | Keizer Leopold II (1747-1792) | Keizer Leopold II (1747-1792)             | Keizer Leopold II (1747-1792)             | Marie Louise van Bourbon (1745-1792)      | Marie Louise van Bourbon (1745-1792)      | Marie Louise van Bourbon (1745-1792)      | Marie Louise van Bourbon (1745-1792)      | Marie Louise van Bourbon (1745-1792) | Marie Louise van Bourbon (1745-1792) |                                              |                                              | Frederik Willem van Nassau-Weilburg (1768-1816) | Frederik Willem van Nassau-Weilburg (1768-1816) | Frederik Willem van Nassau-Weilburg (1768-1816) | Frederik Willem van Nassau-Weilburg (1768-1816) | Frederik Willem van Nassau-Weilburg (1768-1816) | Frederik Willem van Nassau-Weilburg (1768-1816) | Louise van Sayn-Hachenburg (1772-1827)    | Louise van Sayn-Hachenburg (1772-1827)    | Louise van Sayn-Hachenburg (1772-1827) | Louise van Sayn-Hachenburg (1772-1827) | Louise van Sayn-Hachenburg (1772-1827) | Louise van Sayn-Hachenburg (1772-1827) |  |  |  |  |  |  |  |  |  |  |  |  |  |  |  |  |  |  |  |  |  |  |  |  |  |  |  |  |  |  |  |  |  |  |  |  |  |  |  |  |  |  |  |  |  |  |  |  |
| Ferdinand I der Beide Siciliën (1751-1825) | Ferdinand I der Beide Siciliën (1751-1825) | Ferdinand I der Beide Siciliën (1751-1825) | Ferdinand I der Beide Siciliën (1751-1825) | Ferdinand I der Beide Siciliën (1751-1825) | Ferdinand I der Beide Siciliën (1751-1825) | Maria Carolina van Oostenrijk (1752-1814) | Maria Carolina van Oostenrijk (1752-1814) | Maria Carolina van Oostenrijk (1752-1814) | Maria Carolina van Oostenrijk (1752-1814) | Maria Carolina van Oostenrijk (1752-1814)   | Maria Carolina van Oostenrijk (1752-1814)   |                                             |                                             | Karel IV van Spanje (1748-1819)             | Karel IV van Spanje (1748-1819)             | Karel IV van Spanje (1748-1819)                  | Karel IV van Spanje (1748-1819)                  | Karel IV van Spanje (1748-1819)                  | Karel IV van Spanje (1748-1819)                  | Maria Louisa van Parma (1751-1819)               | Maria Louisa van Parma (1751-1819)               | Maria Louisa van Parma (1751-1819) | Maria Louisa van Parma (1751-1819) | Maria Louisa van Parma (1751-1819)               | Maria Louisa van Parma (1751-1819)               |                                                  |                                                  | Keizer Leopold II (1747-1792)                    | Keizer Leopold II (1747-1792)                    | Keizer Leopold II (1747-1792) | Keizer Leopold II (1747-1792) | Keizer Leopold II (1747-1792)             | Keizer Leopold II (1747-1792)             | Marie Louise van Bourbon (1745-1792)      | Marie Louise van Bourbon (1745-1792)      | Marie Louise van Bourbon (1745-1792)      | Marie Louise van Bourbon (1745-1792)      | Marie Louise van Bourbon (1745-1792) | Marie Louise van Bourbon (1745-1792) |                                              |                                              | Frederik Willem van Nassau-Weilburg (1768-1816) | Frederik Willem van Nassau-Weilburg (1768-1816) | Frederik Willem van Nassau-Weilburg (1768-1816) | Frederik Willem van Nassau-Weilburg (1768-1816) | Frederik Willem van Nassau-Weilburg (1768-1816) | Frederik Willem van Nassau-Weilburg (1768-1816) | Louise van Sayn-Hachenburg (1772-1827)    | Louise van Sayn-Hachenburg (1772-1827)    | Louise van Sayn-Hachenburg (1772-1827) | Louise van Sayn-Hachenburg (1772-1827) | Louise van Sayn-Hachenburg (1772-1827) | Louise van Sayn-Hachenburg (1772-1827) |  |  |  |  |  |  |  |  |  |  |  |  |  |  |  |  |  |  |  |  |  |  |  |  |  |  |  |  |  |  |  |  |  |  |  |  |  |  |  |  |  |  |  |  |  |  |  |  |
|                                            |                                            |                                            |                                            |                                            |                                            |                                           |                                           |                                           |                                           |                                             |                                             |                                             |                                             |                                             |                                             |                                                  |                                                  |                                                  |                                                  |                                                  |                                                  |                                    |                                    |                                                  |                                                  |                                                  |                                                  |                                                  |                                                  |                               |                               |                                           |                                           |                                           |                                           |                                           |                                           |                                      |                                      |                                              |                                              |                                                 |                                                 |                                                 |                                                 |                                                 |                                                 |                                           |                                           |                                        |                                        |                                        |                                        |  |  |  |  |  |  |  |  |  |  |  |  |  |  |  |  |  |  |  |  |  |  |  |  |  |  |  |  |  |  |  |  |  |  |  |  |  |  |  |  |  |  |  |  |  |  |  |  |
|                                            |                                            |                                            |                                            | Frans I der Beide Siciliën (1777-1830)     | Frans I der Beide Siciliën (1777-1830)     | Frans I der Beide Siciliën (1777-1830)    | Frans I der Beide Siciliën (1777-1830)    | Frans I der Beide Siciliën (1777-1830)    | Frans I der Beide Siciliën (1777-1830)    |                                             |                                             |                                             |                                             |                                             |                                             | Maria Isabella van Bourbon (1789-1848)           | Maria Isabella van Bourbon (1789-1848)           | Maria Isabella van Bourbon (1789-1848)           | Maria Isabella van Bourbon (1789-1848)           | Maria Isabella van Bourbon (1789-1848)           | Maria Isabella van Bourbon (1789-1848)           |                                    |                                    |                                                  |                                                  |                                                  |                                                  |                                                  |                                                  |                               |                               | Karel van Oostenrijk-Teschen (1771-1847)  | Karel van Oostenrijk-Teschen (1771-1847)  | Karel van Oostenrijk-Teschen (1771-1847)  | Karel van Oostenrijk-Teschen (1771-1847)  | Karel van Oostenrijk-Teschen (1771-1847)  | Karel van Oostenrijk-Teschen (1771-1847)  |                                      |                                      |                                              |                                              |                                                 |                                                 | Henriëtte van Nassau-Weilburg (1797-1829)       | Henriëtte van Nassau-Weilburg (1797-1829)       | Henriëtte van Nassau-Weilburg (1797-1829)       | Henriëtte van Nassau-Weilburg (1797-1829)       | Henriëtte van Nassau-Weilburg (1797-1829) | Henriëtte van Nassau-Weilburg (1797-1829) |                                        |                                        |                                        |                                        |  |  |  |  |  |  |  |  |  |  |  |  |  |  |  |  |  |  |  |  |  |  |  |  |  |  |  |  |  |  |  |  |  |  |  |  |  |  |  |  |  |  |  |  |  |  |  |  |
|                                            |                                            |                                            |                                            | Frans I der Beide Siciliën (1777-1830)     | Frans I der Beide Siciliën (1777-1830)     | Frans I der Beide Siciliën (1777-1830)    | Frans I der Beide Siciliën (1777-1830)    | Frans I der Beide Siciliën (1777-1830)    | Frans I der Beide Siciliën (1777-1830)    |                                             |                                             |                                             |                                             |                                             |                                             | Maria Isabella van Bourbon (1789-1848)           | Maria Isabella van Bourbon (1789-1848)           | Maria Isabella van Bourbon (1789-1848)           | Maria Isabella van Bourbon (1789-1848)           | Maria Isabella van Bourbon (1789-1848)           | Maria Isabella van Bourbon (1789-1848)           |                                    |                                    |                                                  |                                                  |                                                  |                                                  |                                                  |                                                  |                               |                               | Karel van Oostenrijk-Teschen (1771-1847)  | Karel van Oostenrijk-Teschen (1771-1847)  | Karel van Oostenrijk-Teschen (1771-1847)  | Karel van Oostenrijk-Teschen (1771-1847)  | Karel van Oostenrijk-Teschen (1771-1847)  | Karel van Oostenrijk-Teschen (1771-1847)  |                                      |                                      |                                              |                                              |                                                 |                                                 | Henriëtte van Nassau-Weilburg (1797-1829)       | Henriëtte van Nassau-Weilburg (1797-1829)       | Henriëtte van Nassau-Weilburg (1797-1829)       | Henriëtte van Nassau-Weilburg (1797-1829)       | Henriëtte van Nassau-Weilburg (1797-1829) | Henriëtte van Nassau-Weilburg (1797-1829) |                                        |                                        |                                        |                                        |  |  |  |  |  |  |  |  |  |  |  |  |  |  |  |  |  |  |  |  |  |  |  |  |  |  |  |  |  |  |  |  |  |  |  |  |  |  |  |  |  |  |  |  |  |  |  |  |
|                                            |                                            |                                            |                                            |                                            |                                            |                                           |                                           |                                           |                                           | Ferdinand II der Beide Siciliën (1810-1859) | Ferdinand II der Beide Siciliën (1810-1859) | Ferdinand II der Beide Siciliën (1810-1859) | Ferdinand II der Beide Siciliën (1810-1859) | Ferdinand II der Beide Siciliën (1810-1859) | Ferdinand II der Beide Siciliën (1810-1859) |                                                  |                                                  |                                                  |                                                  |                                                  |                                                  |                                    |                                    |                                                  |                                                  |                                                  |                                                  |                                                  |                                                  |                               |                               |                                           |                                           |                                           |                                           |                                           |                                           | Theresia van Oostenrijk (1816-1867)  | Theresia van Oostenrijk (1816-1867)  | Theresia van Oostenrijk (1816-1867)          | Theresia van Oostenrijk (1816-1867)          | Theresia van Oostenrijk (1816-1867)             | Theresia van Oostenrijk (1816-1867)             |                                                 |                                                 |                                                 |                                                 |                                           |                                           |                                        |                                        |                                        |                                        |  |  |  |  |  |  |  |  |  |  |  |  |  |  |  |  |  |  |  |  |  |  |  |  |  |  |  |  |  |  |  |  |  |  |  |  |  |  |  |  |  |  |  |  |  |  |  |  |
|                                            |                                            |                                            |                                            |                                            |                                            |                                           |                                           |                                           |                                           | Ferdinand II der Beide Siciliën (1810-1859) | Ferdinand II der Beide Siciliën (1810-1859) | Ferdinand II der Beide Siciliën (1810-1859) | Ferdinand II der Beide Siciliën (1810-1859) | Ferdinand II der Beide Siciliën (1810-1859) | Ferdinand II der Beide Siciliën (1810-1859) |                                                  |                                                  |                                                  |                                                  |                                                  |                                                  |                                    |                                    |                                                  |                                                  |                                                  |                                                  |                                                  |                                                  |                               |                               |                                           |                                           |                                           |                                           |                                           |                                           | Theresia van Oostenrijk (1816-1867)  | Theresia van Oostenrijk (1816-1867)  | Theresia van Oostenrijk (1816-1867)          | Theresia van Oostenrijk (1816-1867)          | Theresia van Oostenrijk (1816-1867)             | Theresia van Oostenrijk (1816-1867)             |                                                 |                                                 |                                                 |                                                 |                                           |                                           |                                        |                                        |                                        |                                        |  |  |  |  |  |  |  |  |  |  |  |  |  |  |  |  |  |  |  |  |  |  |  |  |  |  |  |  |  |  |  |  |  |  |  |  |  |  |  |  |  |  |  |  |  |  |  |  |
|                                            |                                            |                                            |                                            |                                            |                                            |                                           |                                           |                                           |                                           |                                             |                                             |                                             |                                             |                                             |                                             |                                                  |                                                  |                                                  |                                                  |                                                  |                                                  |                                    |                                    |                                                  |                                                  |                                                  |                                                  |                                                  |                                                  |                               |                               |                                           |                                           |                                           |                                           |                                           |                                           |                                      |                                      |                                              |                                              |                                                 |                                                 |                                                 |                                                 |                                                 |                                                 |                                           |                                           |                                        |                                        |                                        |                                        |  |  |  |  |  |  |  |  |  |  |  |  |  |  |  |  |  |  |  |  |  |  |  |  |  |  |  |  |  |  |  |  |  |  |  |  |  |  |  |  |  |  |  |  |  |  |  |  |
|                                            |                                            |                                            |                                            |                                            |                                            |                                           |                                           |                                           |                                           |                                             |                                             |                                             |                                             |                                             |                                             |                                                  |                                                  |                                                  |                                                  |                                                  |                                                  |                                    |                                    |                                                  |                                                  |                                                  |                                                  |                                                  |                                                  |                               |                               |                                           |                                           |                                           |                                           |                                           |                                           |                                      |                                      |                                              |                                              |                                                 |                                                 |                                                 |                                                 |                                                 |                                                 |                                           |                                           |                                        |                                        |                                        |                                        |  |  |  |  |  |  |  |  |  |  |  |  |  |  |  |  |  |  |  |  |  |  |  |  |  |  |  |  |  |  |  |  |  |  |  |  |  |  |  |  |  |  |  |  |  |  |  |  |
| Lodewijk van Bourbon-Sicilië (1838-1886)   | Lodewijk van Bourbon-Sicilië (1838-1886)   | Lodewijk van Bourbon-Sicilië (1838-1886)   | Lodewijk van Bourbon-Sicilië (1838-1886)   | Lodewijk van Bourbon-Sicilië (1838-1886)   | Lodewijk van Bourbon-Sicilië (1838-1886)   |                                           |                                           | Alfons van Bourbon-Sicilië (1841-1934)    | Alfons van Bourbon-Sicilië (1841-1934)    | Alfons van Bourbon-Sicilië (1841-1934)      | Alfons van Bourbon-Sicilië (1841-1934)      | Alfons van Bourbon-Sicilië (1841-1934)      | Alfons van Bourbon-Sicilië (1841-1934)      |                                             |                                             | Maria Annunciata van Bourbon-Sicilië (1843-1871) | Maria Annunciata van Bourbon-Sicilië (1843-1871) | Maria Annunciata van Bourbon-Sicilië (1843-1871) | Maria Annunciata van Bourbon-Sicilië (1843-1871) | Maria Annunciata van Bourbon-Sicilië (1843-1871) | Maria Annunciata van Bourbon-Sicilië (1843-1871) |                                    |                                    | Maria Immaculata van Bourbon-Sicilië (1844-1899) | Maria Immaculata van Bourbon-Sicilië (1844-1899) | Maria Immaculata van Bourbon-Sicilië (1844-1899) | Maria Immaculata van Bourbon-Sicilië (1844-1899) | Maria Immaculata van Bourbon-Sicilië (1844-1899) | Maria Immaculata van Bourbon-Sicilië (1844-1899) |                               |                               | Maria Pia van Bourbon-Sicilië (1849-1882) | Maria Pia van Bourbon-Sicilië (1849-1882) | Maria Pia van Bourbon-Sicilië (1849-1882) | Maria Pia van Bourbon-Sicilië (1849-1882) | Maria Pia van Bourbon-Sicilië (1849-1882) | Maria Pia van Bourbon-Sicilië (1849-1882) |                                      |                                      | Maria Louise van Bourbon-Sicilië (1855-1874) | Maria Louise van Bourbon-Sicilië (1855-1874) | Maria Louise van Bourbon-Sicilië (1855-1874)    | Maria Louise van Bourbon-Sicilië (1855-1874)    | Maria Louise van Bourbon-Sicilië (1855-1874)    | Maria Louise van Bourbon-Sicilië (1855-1874)    |                                                 |                                                 | + 6 broers                                | + 6 broers                                | + 6 broers                             | + 6 broers                             | + 6 broers                             | + 6 broers                             |  |  |  |  |  |  |  |  |  |  |  |  |  |  |  |  |  |  |  |  |  |  |  |  |  |  |  |  |  |  |  |  |  |  |  |  |  |  |  |  |  |  |  |  |  |  |  |  |